# Fritz Bondroit
Fritz Bondroit, né le 26 mars 1912 à Herford et mort 19 septembre 1974, est un kayakiste allemand pratiquant la course en ligne.

## Palmarès

### Jeux olympiques (course en ligne)
- 1936 à Berlin
  -  Médaille d'argent en K-2 1 000 m [1]